# Mathilde-Émilie Laurent-Perrier
Mathilde-Émilie Laurent-Perrier, född 1857, död 1925, var en fransk företagsledare. 
Hon var chef för vinhuset Laurent-Perrier efter sin makes död 1887. 